# Мерел Віттевен
Мерел Віттевен  (нід. Merel Witteveen, 12 травня 1985) — нідерландська яхтсменка, олімпійська медалістка.

## Виступи на Олімпіадах
| Олімпіада  | Дисципліна | Місце |
| ---------- | ---------- | ----- |
| Пекін 2008 | Інглінг    | 2     |